# Pisenor tenuistylus
Espèce
Synonymes
- Urothele tenuistylus Benoit, 1965

Pisenor tenuistylus est une espèce d'araignées mygalomorphes de la famille des Barychelidae.

## Distribution
Cette espèce est endémique du Congo-Kinshasa.

## Publication originale
- Benoit, 1965 : Les Barychelidae-Diplothelinae africains et malgaches (Araneae-Orthognatha). Revue de zoologie et de botanique africaines, vol. 72, p. 25-40.